# Calathea gloriana
Calathea gloriana är en strimbladsväxtart som beskrevs av J.D.Kenn. Calathea gloriana ingår i släktet Calathea och familjen strimbladsväxter. Inga underarter finns listade.